# Küngös
Küngös ist eine ungarische Gemeinde im Kreis Balatonalmádi im Komitat Veszprém. Zur Gemeinde gehört der Ortsteil Bakonymajor.

## Geografische Lage
Küngös liegt ungefähr 20 Kilometer östlich der Stadt Veszprém, sechs Kilometer vom östlichen Ufer des Balaton entfernt, an dem kleinen Fluss Börkös-réti-patak. Nachbargemeinden sind Csajág und Berhida.

## Gemeindepartnerschaften
- Güterfelde, Deutschland
- Štitáre, Slowakei

## Infrastruktur
In Küngös gibt es Kindergarten, Bücherei, Post, Bürgermeisteramt sowie eine reformierte und eine römisch-katholische Kirche. Zudem gibt es im Ort einen 2010 gegründeten Freizeit- und Sportverein (Küngösi Szabadidő és Sport Egyesület).

## Sehenswürdigkeiten
- Friedhof mit Grabsteinen aus dem 18. und 19. Jahrhundert
- Heimatmuseum (Tájház)
- Reformierte Kirche mit freistehendem hölzernen Glockenturm
- Römisch-katholische Kirche Árpád-házi Szent Kinga
- Schloss, erbaut im 18. Jahrhundert (Barock)
- Weltkriegsdenkmal (II. világháborús emlékmű)

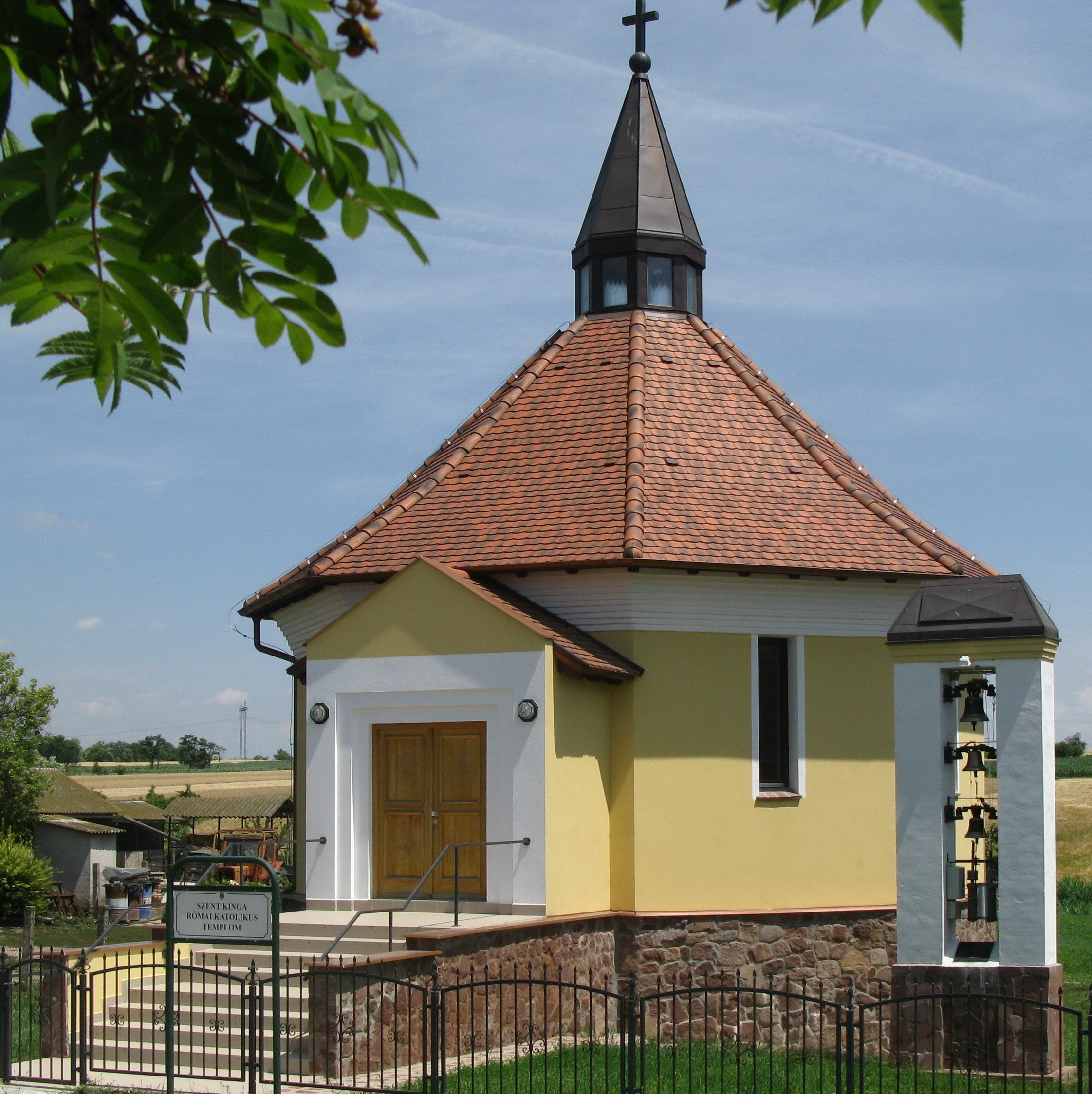
Röm.-kath. Kirche Árpád-házi Szent Kinga
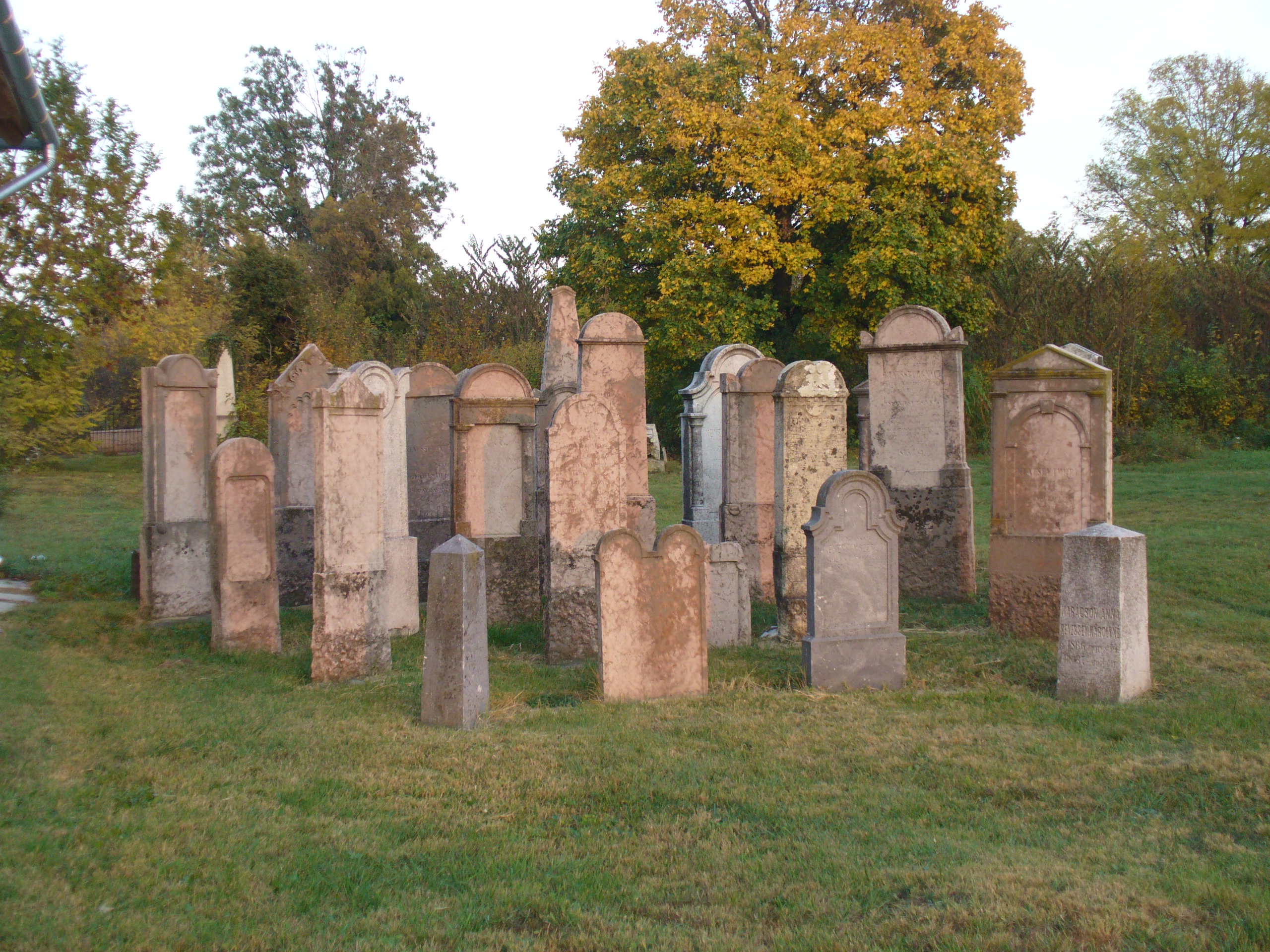
Grabsteine auf dem Friedhof
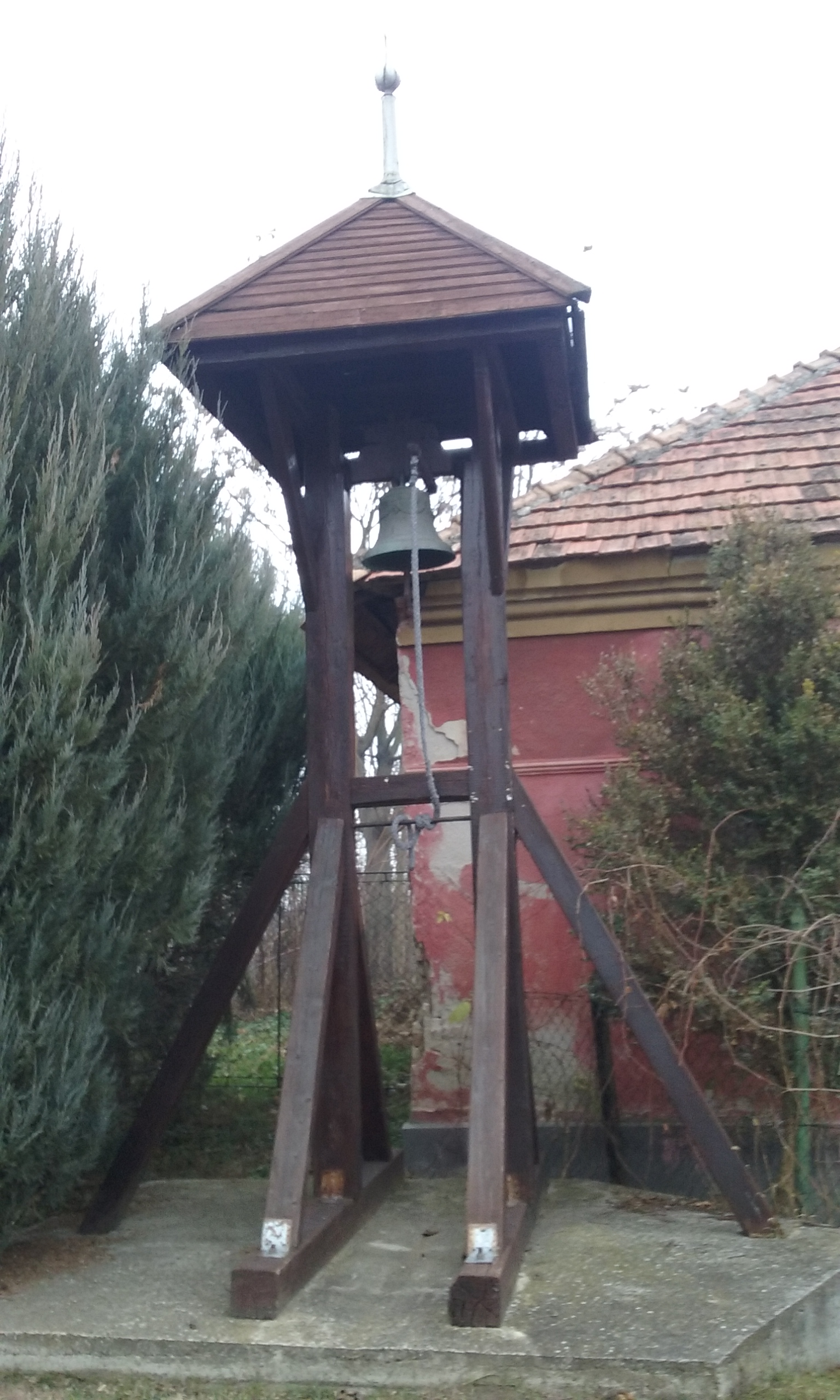
Glockenturm der reformierten Kirche
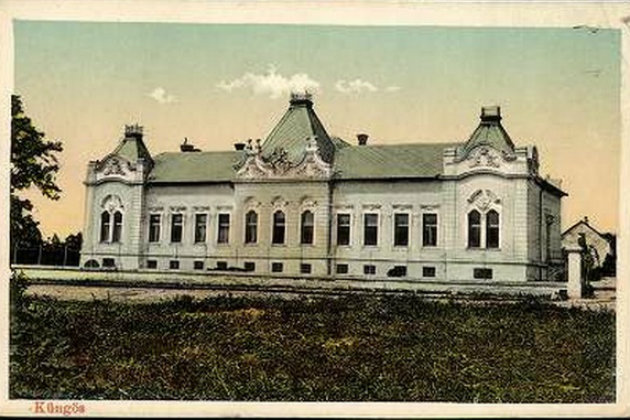
Schloss (1917)

## Verkehr
Durch Küngös verläuft die Landstraße Nr. 7207. Der Bahnhof des Ortes ist außer Betrieb, da der Personenverkehr auf der Strecke von Lepsény nach Veszprém 2007 eingestellt wurde, so dass Reisende den drei Kilometer südlich gelegenen Bahnhof in Csajág nutzen müssen.